# Bio (Lot)
Bio település Franciaországban, Lot megyében. Lakosainak száma 343 fő (2022. január 1.). Bio Albiac, Gramat, Issendolus, Lavergne, Mayrinhac-Lentour és Saignes községekkel határos.

## Népesség
A település népességének változása:
| Lakosok száma | 258  | 224  | 214  | 288  | 343  | 357  | 348  | 340  | 337  | 343  |
|               | 1968 | 1982 | 1990 | 2006 | 2013 | 2015 | 2017 | 2019 | 2020 | 2022 |